# Liste der Monuments historiques in Wattignies
Die Liste der Monuments historiques in Wattignies führt die Monuments historiques in der französischen Gemeinde Wattignies auf.

## Liste der Objekte
| Bezeichnung                                                | Beschreibung                                          | Standort                        | Kennzeichnung | Schutzstatus | Datum | Bild |
| ---------------------------------------------------------- | ----------------------------------------------------- | ------------------------------- | ------------- | ------------ | ----- | ---- |
| Monstranz                                                  | Kupfer, vergoldet, zweite Hälfte des 18. Jahrhunderts | in der Kirche St-Lambert (Lage) | PM59001504    | Classé       | 1933  |      |
| Prozessionskreuz                                           | Silber, 15. Jahrhundert (?)                           | in der Kirche St-Lambert (Lage) | PM59001503    | Classé       | 1896  |      |
| Grab für Charles François, Graf von Lannoy, und seine Frau | Marmor, 1828                                          | in der Kirche St-Lambert (Lage) | PM59008249    | Inscrit      | 1973  |      |
| Retabel (gestohlen im Mai 1978)                            | Holz, 1544                                            | in der Kirche St-Lambert (Lage) | PM59001502    | Classé       | 1896  |      |
| Predella des Passionsretabels                              | Eichenholz, 16. und 19. Jahrhundert                   | in der Kirche St-Lambert (Lage) | PM59006421    | Inscrit      | 1985  |      |
| Zwei Kommuninbänke                                         | Holz, Ende des 18. Jahrhunderts                       | in der Kirche St-Lambert (Lage) | PM59008250    | Inscrit      | 1973  |      |
| Skulptur Mariä Himmelfahrt                                 | Holz, 18./19. Jahrhundert                             | in der Kirche St-Lambert (Lage) | PM59008251    | Inscrit      | 1973  |      |